# 伝馬料田
伝馬料田（てんまりょうでん）とは、古代日本において伝馬制を維持・運営するために必要とされた経費の財源とするために設置された公田のこと。

## 概要
伝馬制に関する経費は、駅制の駅起田（駅田）のような独自の財源は無く、諸郡に置かれた郡稲をもって賄われており（天平4年（732年）『越前国郡稲帳』）、馬に関する支出は伝使の食料などもここから捻出されていた。
官稲混合の結果、天平6年（734年）に郡稲が廃止されて以後は、正税から賄われていたとみられているが、正税制度が麻痺しはじめた10世紀に伝馬の財源を確保するために伝馬料田が設定されたとみられている。もっとも、この時期には多くの国々で伝馬制自体が廃止されており、伝馬料田が置かれたのは依然として伝馬制が存続した少数の国であったと考えられている。
伝馬料田が設置されていた尾張国では、国司の藤原元命が伝馬料田の賃租3年分の横領を行ったとする告発が行われたことが知られている（尾張国解文）。